# 福田晋一
福田 晋一（ふくだ しんいち）は、日本の女性漫画家。
2006年、第23回エース新人漫画賞奨励賞を受賞。『月刊少年エース』（角川書店）で数本読み切りを掲載したのち、2009年に『シバラク』で連載デビュー。
2011年に読み切りとして掲載されていた『桃色メロイック』が、『ヤングキング』（少年画報社）にて2012年から2016年まで連載された。
2018年、『ヤングガンガン』（スクウェア・エニックス）にてコスプレを題材にしたラブコメ作品『その着せ替え人形は恋をする』の連載が始まり、2020年の「みんなが選ぶ!!電子コミック大賞」の男性部門賞を受賞。2022年にはテレビアニメ化もされ、2023年には連載5周年を記念した展覧会が開催された。

## 作品リスト

### 連載
- シバラク（『月刊少年エース』2009年12月号 - 2011年4月号） - 単行本未収録多数。
- 桃色メロイック（『ヤングキング』2012年2月号 - 2016年19号）
- その着せ替え人形は恋をする（『ヤングガンガン』2018年3号[4] - 2025年7号[5]）

### 読み切り
- うわばみ絵巻（『月刊少年エース』2007年3月号）
- 突撃一番！ラー麺子ちゃん（『月刊少年エース』2007年12月号）
- 斉藤ハードコアマッチ（『月刊少年エース』2008年7月号）
- ヘビメカブルース（『月刊少年エース』2009年3月号）
- 長門有希の入門（原作：谷川流、『涼宮ハルヒの競演 ハルヒコミックアンソロジー』2009年） - 『涼宮ハルヒの憂鬱』のアンソロジー寄稿作品。
- 真夏の決闘（原作：原作、『サマーウォーズ 公式コミックアンソロジー』2010年） - 『サマーウォーズ』のアンソロジー寄稿作品。
- コイイロビヨリ（『ヤングガンガン』2015年2号）
- トワイライトエラー（『ヤングガンガン』2017年10号）

### 書籍
- 『シバラク』、角川書店〈角川コミックス・エース〉2010年 - 、既刊2巻
- 『桃色メロイック』、少年画報社〈ヤングキングコミックス〉2012年 - 2016年、全10巻
- 『その着せ替え人形は恋をする』、スクウェア・エニックス〈ヤングガンガンコミックス〉2018年 - 2025年、全15巻